# 함수의 그래프

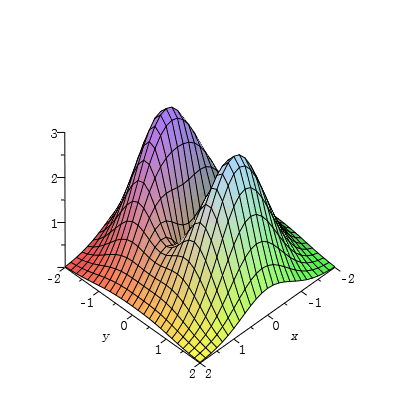
함수 의 그래프

수학에서, 함수의 그래프(영어: graph)는 정의역의 값과 그에 대한 함수 값을 좌표로 하는 점들로 이루어진 그림이다.

## 정의
함수 {\displaystyle f\colon X\to Y}의 그래프는 정의역과 공역의 곱집합의 다음과 같은 부분 집합이다.
{\displaystyle \operatorname {graph} f=\{(x,f(x))\colon x\in X\}\subseteq X\times Y}
{\displaystyle m}차원 실수 벡터의 유클리드 공간의 부분 집합 {\displaystyle S\subseteq \mathbb {R} ^{m}}과 {\displaystyle n}차원 실수 벡터의 유클리드 공간 {\displaystyle \mathbb {R} ^{n}} 사이의 함수 {\displaystyle f\colon S\to \mathbb {R} ^{n}}의 그래프는 {\displaystyle m+n}차원 유클리드 공간 {\displaystyle \mathbb {R} ^{m+n}}의 부분 집합이다. 특히, 함수 {\displaystyle f\colon \mathbb {R} \to \mathbb {R} }의 그래프는 평면 위에서 나타낼 수 있으며, 함수 {\displaystyle f\colon \mathbb {R} ^{2}\to \mathbb {R} }의 그래프는 3차원 공간 위에서 나타낼 수 있다.

## 성질
만약 {\displaystyle X}와 {\displaystyle Y}가 위상 공간이며 {\displaystyle f\colon X\to Y}가 연속 함수라면, {\displaystyle x\mapsto (x,f(x))}는 {\displaystyle X\to X\times Y} 매장이며, {\displaystyle \operatorname {graph} f}는 {\displaystyle X}와 위상 동형이다. 만약 {\displaystyle X}와 {\displaystyle Y}가 매끄러운 다양체이며 {\displaystyle f\colon X\to Y}가 매끄러운 함수라면, {\displaystyle x\mapsto (x,f(x))}는 {\displaystyle X\to X\times Y} 매끄러운 매장이며, {\displaystyle \operatorname {graph} f}는 {\displaystyle X}와 미분 동형이다.

### 닫힌집합일 조건
위상 공간 {\displaystyle Y}에 대하여, 다음 두 조건이 서로 동치이다.
- {\displaystyle Y}는 하우스도르프 공간이다.
- 임의의 위상 공간 {\displaystyle X} 및 연속 함수 {\displaystyle f\colon X\to Y}에 대하여, {\displaystyle \operatorname {graph} f\subseteq X\times Y}는 닫힌집합이다.

만약 {\displaystyle Y}가 콤팩트 하우스도르프 공간이라면, 위상 공간 {\displaystyle X} 및 함수 {\displaystyle f\colon X\to Y}에 대하여, 다음 두 조건이 서로 동치이다.
- {\displaystyle f}는 연속 함수이다.
- {\displaystyle \operatorname {graph} f\subseteq X\times Y}는 닫힌집합이다.

## 예

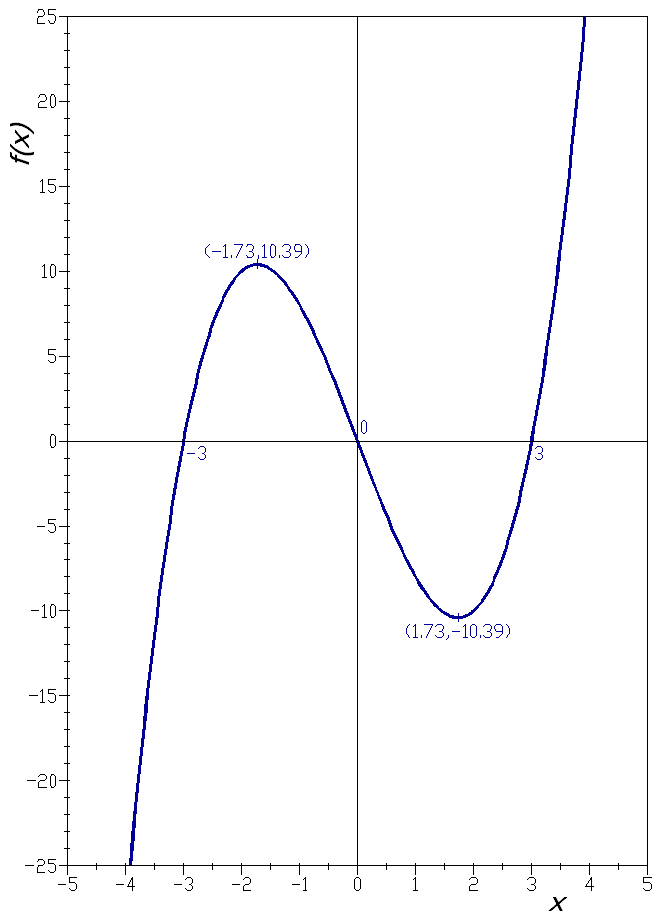
함수 {\displaystyle f(x)=x^{3}-9x}의 그래프
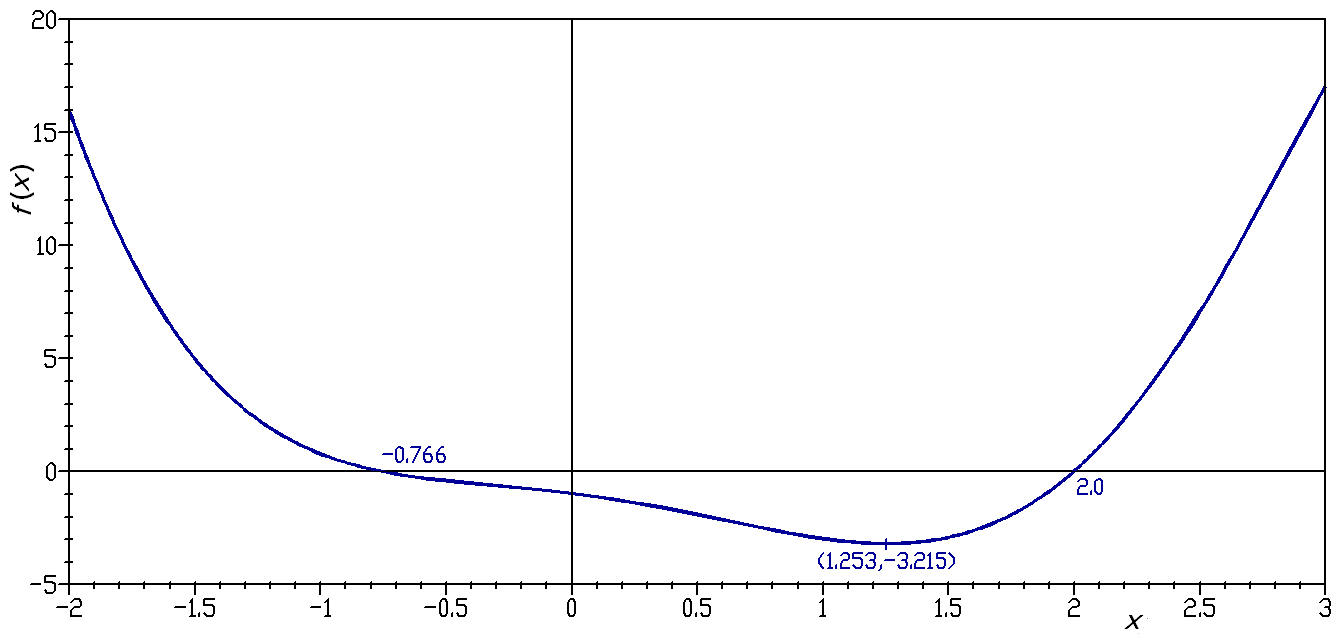
함수 {\displaystyle f(x)=x^{4}-4^{x}}의 그래프
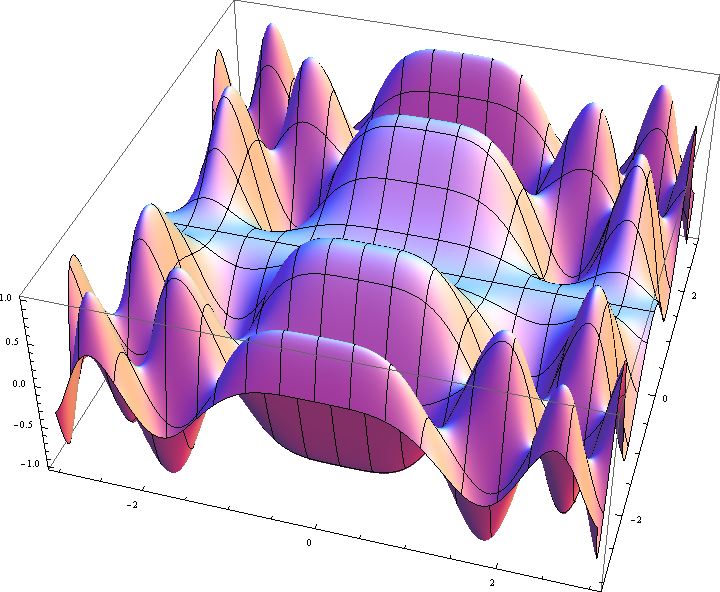
함수 {\displaystyle f(x,y)=\sin x^{2}\cos y^{2}}의 그래프
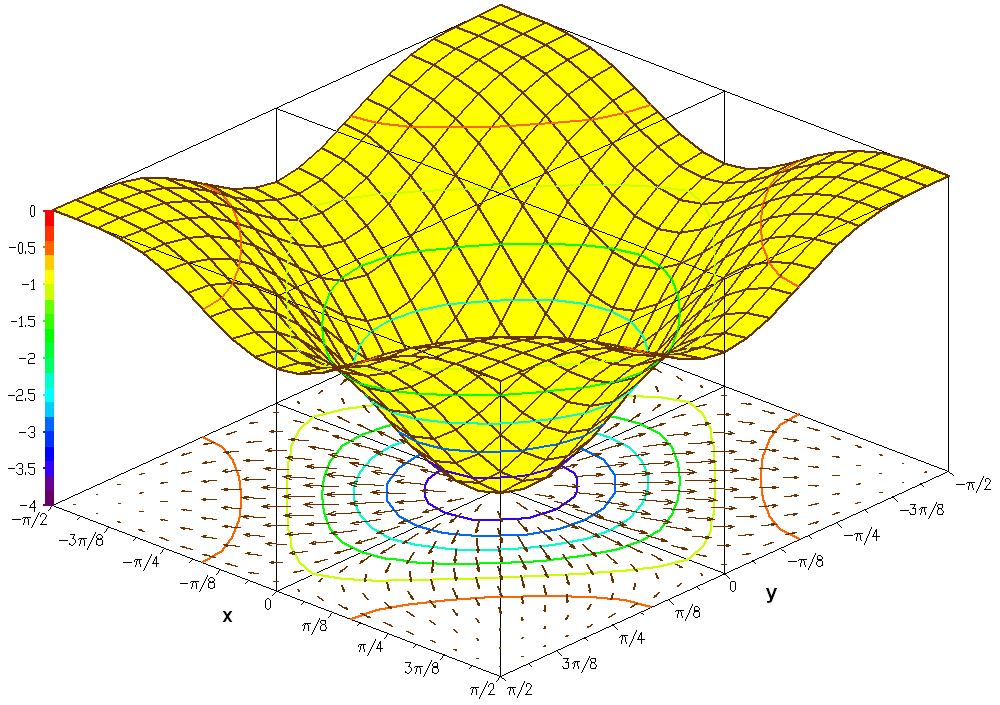
함수 {\displaystyle f(x,y)=-(\cos x^{2}+\cos y^{2})^{2}}의 그래프

## 같이 보기
- 점근선
- 차트
- 오목함수
- 볼록 함수
- 등치선
- 임계점 (수학)
- 미분
- 기울기

## 참고 문헌
- Jerrold E. Marsden, Anthony J. Tromba (2003). 《Vector Calculus(Fifth Edition)》. W. H. Freeman and Company. ISBN 0-7167-4992-0.